# Manuel Zelaya
Pour les articles homonymes, voir Zelaya.
José Manuel Zelaya Rosales, né le 20 septembre 1952 à Catacamas (département d'Olancho), est un homme d'État hondurien.
Élu président de la République du Honduras le 27 novembre 2005, il prend ses fonctions le 27 janvier 2006. Il est arrêté le 28 juin 2009 par l'armée et expulsé vers le Costa Rica, deux heures avant le début d'une consultation populaire jugée illégale par la Cour suprême. Cette consultation, juridiquement non contraignante, portait sur le rajout d'une urne lors des élections de novembre, en vue d'un vote en faveur ou non de la convocation d'une assemblée constituante. Le coup d'État a été condamné par la communauté internationale, qui demandait le rétablissement de Zelaya dans ses fonctions. Il a tenté sans succès de rentrer à Tegucigalpa, le 5 juillet 2009. En dépit de son expulsion, Zelaya continuait toutefois d'exercer un certain nombre de fonctions présidentielles, notamment en continuant à représenter le Honduras devant les instances internationales (le nouveau gouvernement n'ayant été reconnu par aucun État), et en nommant des ambassadeurs,. Le 27 janvier 2010, Porfirio Lobo lui succède comme président de la République. En 2021, sa femme Xiomara Castro est élue présidente de la République.

## Biographie
Manuel Zelaya, familièrement surnommé « Mel », est le fils d'un des plus grands entrepreneurs forestiers du pays et d'une institutrice en école primaire. Il a étudié à l'Université nationale hondurienne (UNAH), sans toutefois en être sorti diplômé, ne validant que onze unités d'enseignement. Malgré sa formation d'ingénieur civil, il a consacré l'essentiel de son travail à la gestion de ses propriétés foncières et de ses troupeaux. Il s'affilia au début des années 1970 au Parti libéral (centre-droit),. Il est ainsi devenu en 1987 président de l'Asociación de Industriales de la Madera (Association des industriels du bois), un syndicat patronal membre du Conseil hondurien de l'entreprise privée (Consejo Hondureño de la Empresa Privada), la plus grande confédération patronale du pays.
Le fait qu'il soit issu d'une famille de grands propriétaires terriens a conduit son principal adversaire pour l'élection présidentielle, Porfirio Lobo, à l'accuser durant la campagne d'avoir participé, en 1975, à l'assassinat de 14 personnes dont deux religieuses et un prêtre, lors d'une manifestation de paysans sans terre (peones) en révolte contre les grands possesseurs de Latifundia. Le père de M. Zelaya avait d'ailleurs été soupçonné d'être le commanditaire du massacre de Los Horcones (en) et avait été un temps emprisonné de ce fait, les corps ayant été retrouvés sur ses terres.
Il épouse Xiomara Castro en 1976.
Élu député d'Olancho en 1985, il assume à partir de 1987 des fonctions importantes à la Chambre des députés. Il dénonce l'utilisation par les États-Unis du territoire hondurien comme base arrière pour les Contras (ce qui est officiellement nié). Il échappe à une tentative d'assassinat en 1987.
Il est réélu député en 1989, siégeant dans les rangs de l'opposition à Rafael Leonardo Callejas Romero du Parti national (droite). Réélu député d'Olancho en 1993, il s'approche de la faction la plus progressiste et centriste du Parti libéral, dirigée par Carlos Roberto Reina Idiáquez. Après avoir abandonné ses fonctions patronales, il occupe le poste de ministre du Fonds hondurien d'investissement social (FHIS) à partir de 1998, sous le gouvernement du président Carlos Flores. Après l'ouragan Mitch d'octobre 1998, il est aussi nommé à un poste de responsabilité dans le cabinet spécial de reconstruction nationale où il se fait favorablement remarqué. Il abandonne ses fonctions en juin 1999 afin de se consacrer aux primaires, dans l'optique des élections de 2001. Il crée alors une section à l'intérieur du Parti libéral, dénommée Movimiento Esperanza Liberal (MEL, coïncidant avec ses initiales). Mais il perd le 3 octobre 2000 les primaires, remportée par le président du Congrès, Rafael Pineda Ponce, qui échouera lui-même à la présidentielle face au candidat du Parti national, Ricardo Rodolfo Maduro Joest.

## Campagne présidentielle et élection en 2005
Manuel Zelaya, soutenu par le Parti libéral du Honduras (PLH, centre-droit), a axé sa campagne présidentielle sur plusieurs points :
- Renforcement de la sécurité (par un doublement du nombre de policiers, un recours plus fréquent aux peines de réclusion criminelle à perpétuité, l'abrogation du délit de seule appartenance aux maras et l'instauration de programmes de réhabilitation ; son opposant nationaliste, Porfirio Lobo Sosa, défendait quant à lui la peine de mort pour les membres des maras[7]) ;
- Lutte généralisée pour « éradiquer » le crime, les gangs armés (maras), la petite délinquance, la « délinquance en col blanc » et la corruption dans l'administration hondurienne ;
- Lutte contre le chômage (qui touche 40 % de la population active) et la pauvreté (80 % de la population du pays vivant en dessous du seuil de pauvreté), par la création de 100 000 emplois par an, la réduction des prix du carburant et le recours à la gratuité scolaire.

Au 8 décembre 2005, le dépouillement de 88,38 % des bulletins donnait 49,90 % à Manuel Zelaya, devançant Porfirio Lobo Sosa, soutenu par le Parti national. Ce dernier, après avoir contesté les résultats, admit sa défaite. Le Parti libéral gagna presque, lors de ces élections générales, la majorité absolue au Congrès, remportant 62 des 128 sièges. Les autres partis, notamment ceux de gauche (Unificación Democrática (PUD), Partido Demócrata Cristiano de Honduras (PDCH)) et Partido de Innovación y Unidad-Social Demócrata, PI-USD) obtenaient, eux, moins de 4 % au total. Le taux de participation ne s'élevait cependant qu'à 46 %.

## Le gouvernement Zelaya

### Politique économique
Lors de son investiture en janvier 2006, il félicita les députés du vote de la loi de participation civique et appuya l'ALÉAC (Accord de libre-échange de l'Amérique centrale), qui entra en vigueur en avril 2006. Toutefois, il dénonce à l'Assemblée générale de l'ONU, en septembre 2006, les accords de libre-échange comme « politique économique impitoyable, insensible et protectionniste pour beaucoup de secteurs ». Cela ne l'empêcha pas de signer des accords de libre-échange, en 2007, avec Taïwan, Panama et la Colombie. 
Zelaya devait affronter deux dossiers majeurs, concernant l'énergie et la dette extérieure. La Empresa Nacional de Energía Eléctrica (ENEE) était en effet au bord de la faillite. Il proclama l'« état d'urgence énergétique » le 31 janvier 2006. Fin février 2006, il proclama aussi l'« état d'urgence dans le système sanitaire » afin de débloquer l'équivalent de huit millions de dollars pour l'achat immédiat de médicaments. Parallèlement, le FMI préconisait des privatisations, dont celle de l'opérateur public de télécommunications, Hondutel.
Sur le plan énergétique, Zelaya effectua un appel d'offres international afin de choisir les compagnies offrant les meilleurs prix, mesure à laquelle Esso, Texaco et Shell, présents au Honduras depuis des décennies se sont opposés. Ceux-ci obtiennent l'appui du département d’État des États-Unis, menacent d'organiser des pénuries d'essence et commencent à réduire les livraisons. En novembre 2006, les autorités choisirent ConocoPhillips pour le gazole et l'essence et Gas del Caribe pour le gaz liquide, signant les contrats en janvier 2007. Ceci permit à Zelaya de faire baisser le prix à la pompe. Accusant les compagnies Esso, Texaco et Shell de « chantage », de « boycott », de « sabotage » et de « terrorisme énergétique », il ordonna la mise à disposition de leurs installations en faveur de la firme américaine ConocoPhillips, mais revint sur cette décision quelques jours après, à la suite des protestations de l'ambassadeur des États-Unis.
Après ses premiers succès économiques, Zelaya s'attaque à sa deuxième promesse, la réduction de la pauvreté et renforce son virage social fin 2007-début 2008, augmentant le salaire minimum de façon inédite et promulguant, malgré ses origines familiales, une loi pour la protection des forêts. Il lance le programme @prende qui permettra à un million d'élèves de bénéficier d'ordinateurs dans les écoles publiques. En juin 2009, il octroie aux paysans les terres qu'ils occupent depuis plus de trois ans et aux propriétaires une indemnisation. Dans un entretien publié dans El Pais le jour du coup d'État, Zelaya affirmait : « j'ai pensé faire les changements à l'intérieur du schéma néolibéral. Mais les riches ne cèdent pas un penny. Les riches ne veulent rien céder de leur argent. Ils veulent tout garder pour eux. Alors, logiquement, pour faire des changements il faut incorporer le peuple ».
Sous son mandat, la dette publique a été réduite de 10 points. Les inégalités ont légèrement diminué, la part des revenus détenus par les 10 % de la population les plus riches est passée de 44 à 41 % de la richesse nationale tandis que les dépenses en matière de santé ont augmenté de moins d'un point de PIB.

### Politique intérieure
Les deux premières années du mandat de Zelaya furent marquées par les manifestations des coordinations indigènes et du Bloque Popular contre le traité de libre-échange avec les États-Unis signé par le prédécesseur de Zelaya et entré en vigueur au début de son mandat. Les manifestants réclamaient aussi des lois pour limiter l'activité des multinationales minières et pétrolières, ainsi que pour lutter contre la déforestation et entamer un processus de redistribution des richesses. Confronté à une grève des enseignants, il accepta en août 2006 d'augmenter leurs salaires. 
Zelaya proposa aussi, dans un premier temps, l'alternative entre la prison et le désarmement aux membres de la Mara Salvatrucha et de la Mara 18, mais, devant l'échec de cette proposition, décida finalement d'envoyer l'armée aux côtés des policiers. Les organisations de défense des droits de l'homme critiquèrent l'échec de la lutte contre les escadrons de la mort assassinant les enfants des quartiers pauvres.

### Affaires étrangères
Aussitôt après son investiture, l'ambassadeur des États-Unis Charles Ford lui soumet une liste des ministres recommandés par son gouvernement. Trois noms sont proposés par ministère afin de permettre au président de choisir entre eux. Charles Ford lui demande par ailleurs d’offrir l'asile à Luis Posada Carriles, responsable de plusieurs attentats contre Cuba dont en particulier la destruction du Vol 455 Cubana qui avait fait 73 morts ; la présence de celui-ci aux États-Unis étant jugée embarrassante. Manuel Zelaya refuse ces requêtes. Les États-Unis répondent en refusant un visa à Jorge Arturo Reina, pressenti comme futur ministre des Affaires étrangères.
Il réussit en avril 2006 à obtenir un accord avec son homologue du Salvador, Antonio Saca, à propos des frontières communes, qui étaient contestées depuis la « guerre du football » de 1969. Un projet binational de centrale hydroélectrique fut aussi mis à l'étude. Il régla aussi, en mars 2007, le litige frontalier avec le Nicaragua, qui était allé jusqu'à la Cour internationale de justice.
En octobre 2007, il est le premier chef d'État hondurien à se rendre à Cuba depuis 1959, et s'excuse publiquement devant Fidel Castro du fait que son pays ait servi de base arrière pour la lutte anti-guérilla menée par les États-Unis. Il continue la normalisation diplomatique entamée avec Cuba par son prédécesseur Flores Facussé en 2002, en nommant un ambassadeur à La Havane. Il signe un accord portant sur la fourniture de médicaments génériques cubains à très bas coût.
Il se rapproche ensuite du Nicaragua dirigé par Daniel Ortega (FSLN) et en faisant adhérer son pays d'abord à Petrocaribe (mars 2007, ce qui permet au Honduras de recevoir du pétrole vénézuélien à un prix inférieur de 50 % au marché), puis, en juillet 2007, à l'Alternative bolivarienne pour les Amériques (organisation économique initiée par le Venezuela). En septembre 2007, il ajourne la réception des lettres de créance du nouvel ambassadeur américain en signe de protestation contre l'implication des États-Unis dans la déstabilisation de la Bolivie et, le même mois, affirma à l'Assemblée générale de l'ONU que le capitalisme était en train de « dévorer les êtres humains ».
En août 2007, Zelaya signe un accord avec le président Lula pour une assistance technique du Brésil dans la production, au Honduras, d'éthanol à partir de canne à sucre. Zelaya annonce en décembre 2007 l'adhésion imminente du Honduras à PetroCaribe, une initiative vénézuélienne. Il avait pris soin auparavant d'obtenir pour cela l'autorisation expresse, en juin 2006, du président George W. Bush. La presse conservatrice et patronale, bien que craignant les projets socialistes de Chavez, affirmait que les conditions de l'accord étaient trop avantageuses pour le Honduras pour être refusées. En mars 2008, le Congrès approuva cet accord à la majorité simple, le Parti national s'abstenant, le PDCH (démocrate-chrétien) votant contre et les autres partis (le Parti libéral et les partis de gauche) votant pour.
Enfin, Zelaya réussit à renégocier 4 milliards de dollars de dette externe avec les organismes internationaux ainsi qu'avec le G8 et le Club de Paris. Cependant, peu de progrès furent enregistrés sur le plan de la lutte anticorruption, et si la pauvreté baissa, les crimes violents continuèrent à être fréquents.
Malgré tous les problèmes qu'il a dû affronter durant sa première année de présidence, Manuel Zelaya s'est montré satisfait des avancées de son administration dans le secteur économique. « Nous terminons l'année 2006 avec des indicateurs meilleurs qu'en 2005, 2004 et 2003 », a dit le président à la presse. Et d'ajouter : « Il y a une stabilité des prix qui nous permet de finir l'année avec le plus bas niveau d'inflation des seize dernières années ». La CEPAL (Comisión Económica para América Latina y el Caribe) a placé le Honduras parmi les endroits à la plus forte croissance économique de l'Amérique centrale.

### Coup d'État

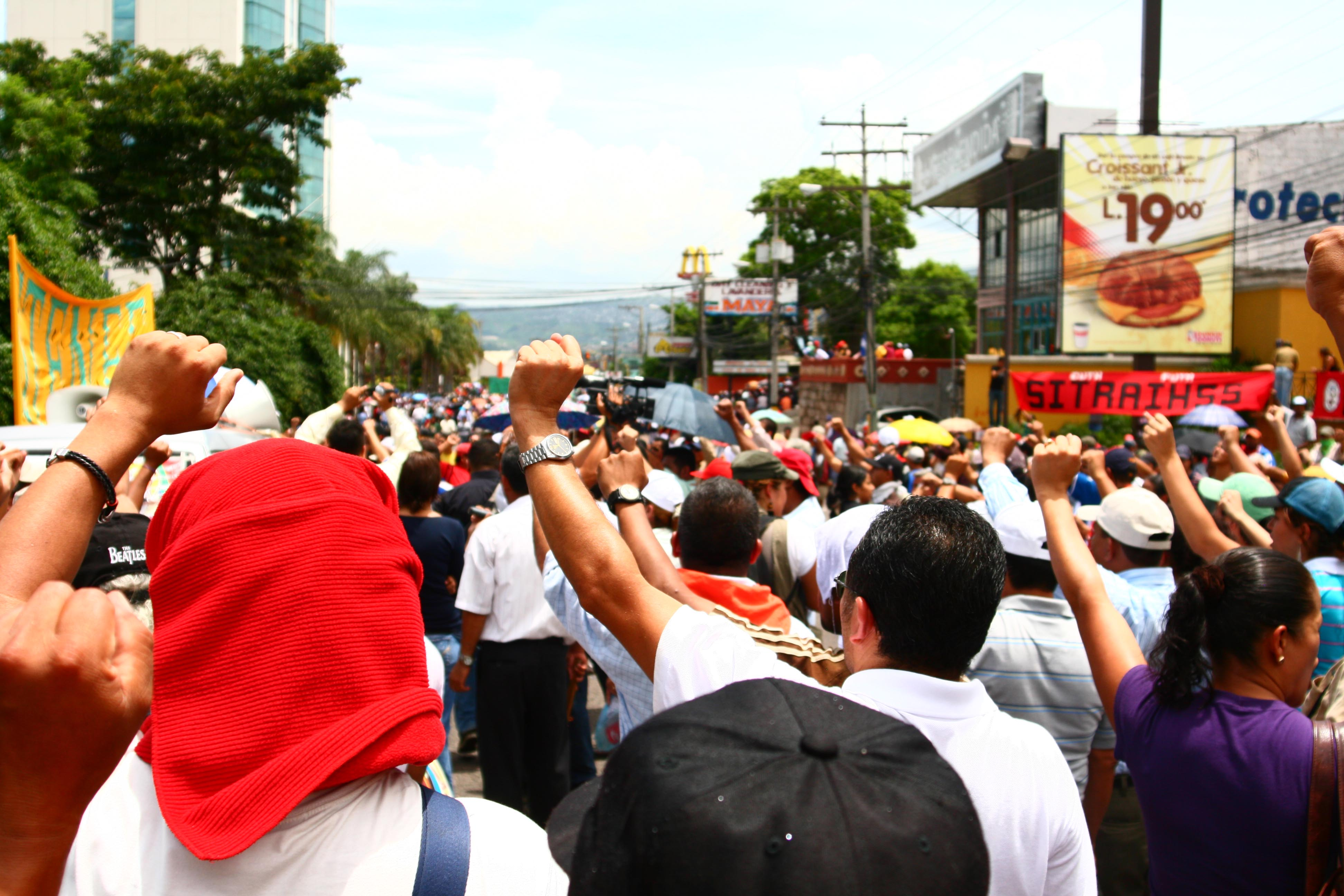
Manifestants pro-Zelaya, le 29 juin 2009, devant la Casa Presidencial à Tegucigalpa.

Zelaya prévoyait d'organiser une consultation populaire afin de convoquer une assemblée constituante destinée à élaborer une nouvelle Constitution. L'opposition l'a accusé de vouloir supprimer la clause interdisant à un président de se présenter aux élections pour un second mandat. La Constitution interdit expressément de réformer cette clause. Zelaya lui-même déclarait qu'il ne ferait que convoquer l'assemblée constituante en cas d'approbation populaire, et qu'il mettrait fin à son mandat à la date prévue, le 28 janvier 2010. Cette consultation ayant lieu le même jour que les élections générales, dont la présidentielle, il lui était impossible de s’y présenter pour se perpétuer au pouvoir illégalement. 
Mais Zelaya s'est heurté dans ce projet à l'opposition du Congrès, de la Cour suprême - qui avait interdit la consultation - et de l'armée, laquelle a refusé d'organiser la consultation. En tant que commandant en chef des armées, le président Zelaya a qualifié cette réaction d'acte d'insubordination et a forcé à la démission le général Romeo Vásquez, alors que l'armée sortait des casernes le 25 juin 2009.
Peu de temps après, dans un entretien à El Pais, Zelaya affirme avoir échappé de peu à un coup d'État, grâce notamment à l'appui de Washington. La Cour suprême exigea toutefois le maintien dans ses fonctions du général Romeo Vásquez. Le dimanche 28 juin 2009, alors que la consultation devait avoir lieu, Zelaya a été arrêté entre 5 heures et 6 heures du matin (heure locale) par les militaires puis expulsé vers le Costa Rica. Le même jour, le Congrès  entérine le coup d'État et son président, Roberto Micheletti (Parti libéral national), est nommé président de la République. Il décrète immédiatement un couvre-feu. Des mesures de répression sont également adoptées contre les journalistes, les syndicats d' enseignants et d'étudiants, et les personnes LGBT.
Les chefs d'État américains ont condamné à l'unanimité le coup d'État, de Barack Obama à Hugo Chávez en passant par Cristina Kirchner, Evo Morales, Álvaro Uribe et le secrétaire général de l'OEA José Miguel Insulza. Après le coup d'État, Zelaya continue à représenter officiellement le Honduras devant des instances internationales (l'ONU, l'OEA, etc.). Aucun État n'a reconnu le gouvernement de Roberto Micheletti : Zelaya demeurait donc, de jure, le président du Honduras. À ce titre, il nommait des ambassadeurs en remplacement de ceux qui ont pris le parti des putschistes, ayant en particulier remplacé l'ambassadeur aux États-Unis Roberto Flores Bermúdez par son secrétaire privé, Eduardo Enrique Reina,. Appuyant la décision de Zelaya, le département d'État américain a retiré à Roberto Flores ses accréditations diplomatiques. Au contraire, l'ambassadeur aux Nations unies, Jorge Arturo Reina, refuse de reconnaître le nouveau gouvernement et continue de travailler à New York, bien que son budget ait été coupé.
Le 30 octobre 2009, un accord est conclu avec le gouvernement de Roberto Micheletti en vue d'un retour transitoire au pouvoir de Zelaya, jusqu'aux prochaines élections présidentielles. Le 14 novembre 2009, cependant, Zelaya renonce à ce retour car les conditions ne sont, selon lui, pas réunies.
Porfirio Lobo Sosa est élu président le 29 novembre 2009. Le 28 mai 2011, Zelaya rentre dans son pays à la suite d'un accord avec le président Lobo et l'abandon des charges de corruption à son encontre. L'accord permet à Zelaya d'avoir une activité politique dans le pays,.

## Après la présidence
En 2011, peu après son retour au pays, Zelaya fonde, avec ses sympathisants, un nouveau parti politique de gauche, le parti Liberté et Refondation, qui devient deux ans plus tard la principale force d'opposition, chamboulant le bipartisme traditionnel hondurien entre le Parti libéral et le Parti national.  
Son épouse, Xiomara Castro, est candidate à la présidence pour ce nouveau parti dans le cadre des élections générales de 2013. Elle perd face à Juan Orlando Hernández mais Manuel Zelaya, élu député, ne reconnaît pas les résultats annoncés par le Tribunal suprême électoral et appelle à manifester.
Aux élections générales de 2017, Zelaya coordonne la campagne électorale de l'Alliance d'opposition contre la dictature, une coalition entre son parti et le Parti de l'innovation et de l'unité, qui présente Salvador Nasralla comme candidat présidentiel. Celui-ci est défait de justesse par le président sortant, qui le devance avec seulement 1,5 % des voix[réf. souhaitée].
Après l'échec de 2017 face au président « JOH », Xiomara Castro retente sa chance en 2021. Après des mois de campagne d'une rare violence, basée sur des assassinats et des arrestations d'opposants, la candidate du Parti liberté et refondation est élue présidente du Honduras. Le candidat du Parti national Nasry Asfura, chargé de prendre la succession de Hernandez, a reconnu sa défaite[réf. souhaitée].